# Marchi Prada
Il seguente è un elenco dei marchi facenti capo all'azienda italiana di abbigliamento Prada.

## Marchi
Al Gruppo Prada sono riconducibili 4 marchi principali e una fondazione.
- Prada
- Miu Miu
- Church's
- Car Shoe
- Fondazione Prada

## Prada
Marchio principale del gruppo, fondato nel 1913, crea e distribuisce borse e accessori, fragranze ed abiti prêt-à-porter.

## Miu Miu
Miu Miu è una linea fondata nel 1993 da Miuccia Prada e propone abiti e accessori femminili indirizzati ad un pubblico più giovane.

## Church's
Church's è un'azienda inglese produttrice di calzature.

## Car Shoe
The Original Car Shoe, noto più semplicemente come Car Shoe, è un'azienda italiana produttrice di calzature.

## Fondazione Prada
La Fondazione Prada  è un'istituzione dedicata all'arte contemporanea e alla cultura presieduta da Miuccia Prada e Patrizio Bertelli e diretta dal 1995 da Germano Celant.